# Arenga engleri
Espèce
Classification phylogénétique
Synonymes
- Didymosperma engleri (Becc.) Warb.
- Arenga tremula var. engleri (Becc.) Hatus.

L'Arenga engleri, ou le palmier Formose, le palmier à sucre de Taiwan, le palmier à sucre nain ou le palmier Arenga de Taiwan, est une espèce de plante à fleurs de la famille des Arecaceae. Ce palmier dépasse rarement les 3 mètres de haut, avec un diamètre de stipe de 15 cm, et une envergure de 4 à 5 mètres tout au plus. Le palmier est originaire de Taïwan ainsi que des îles Ryukyu au Japon.

## Description

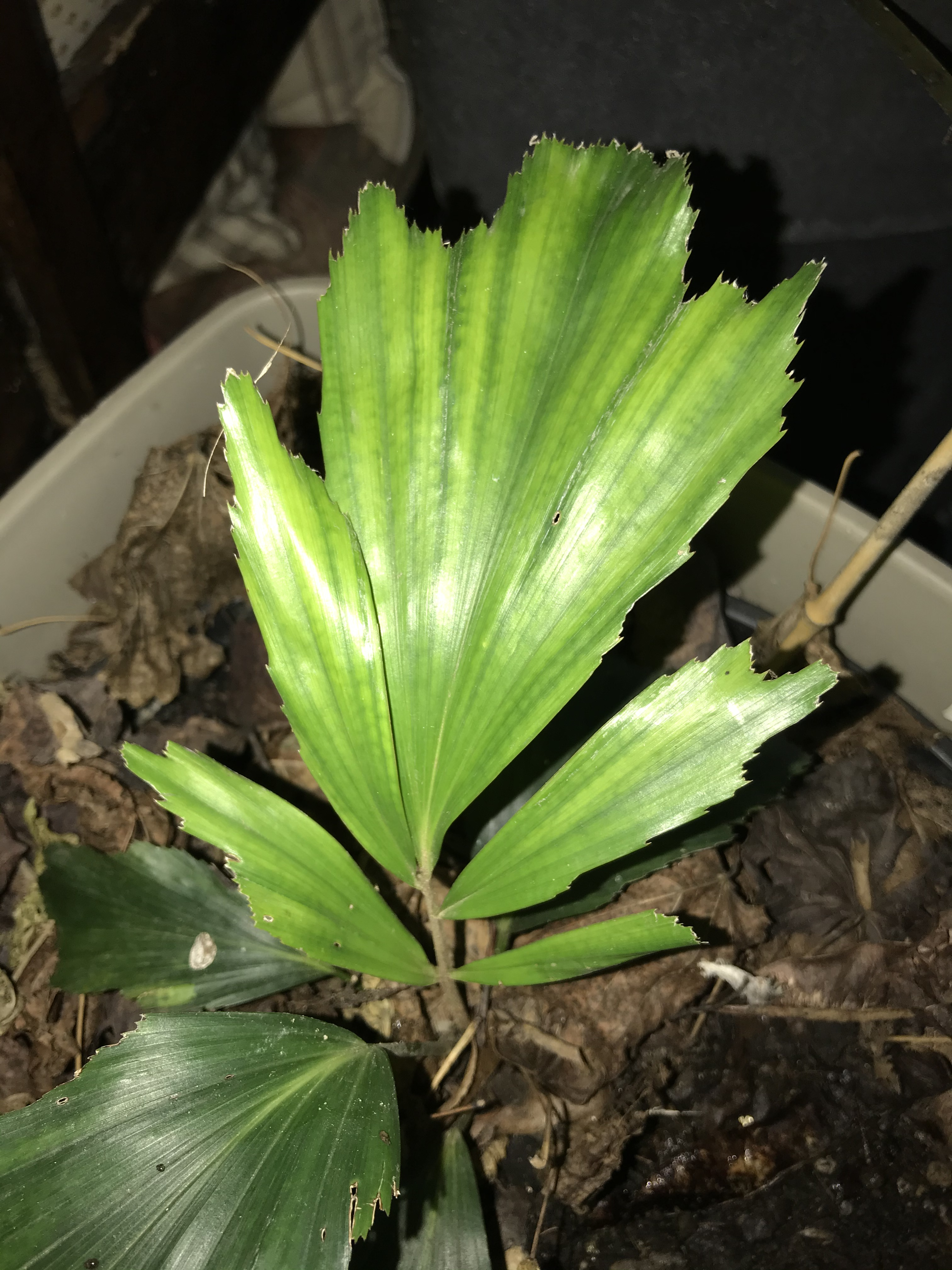
Jeune pousse d'Arenga engleri

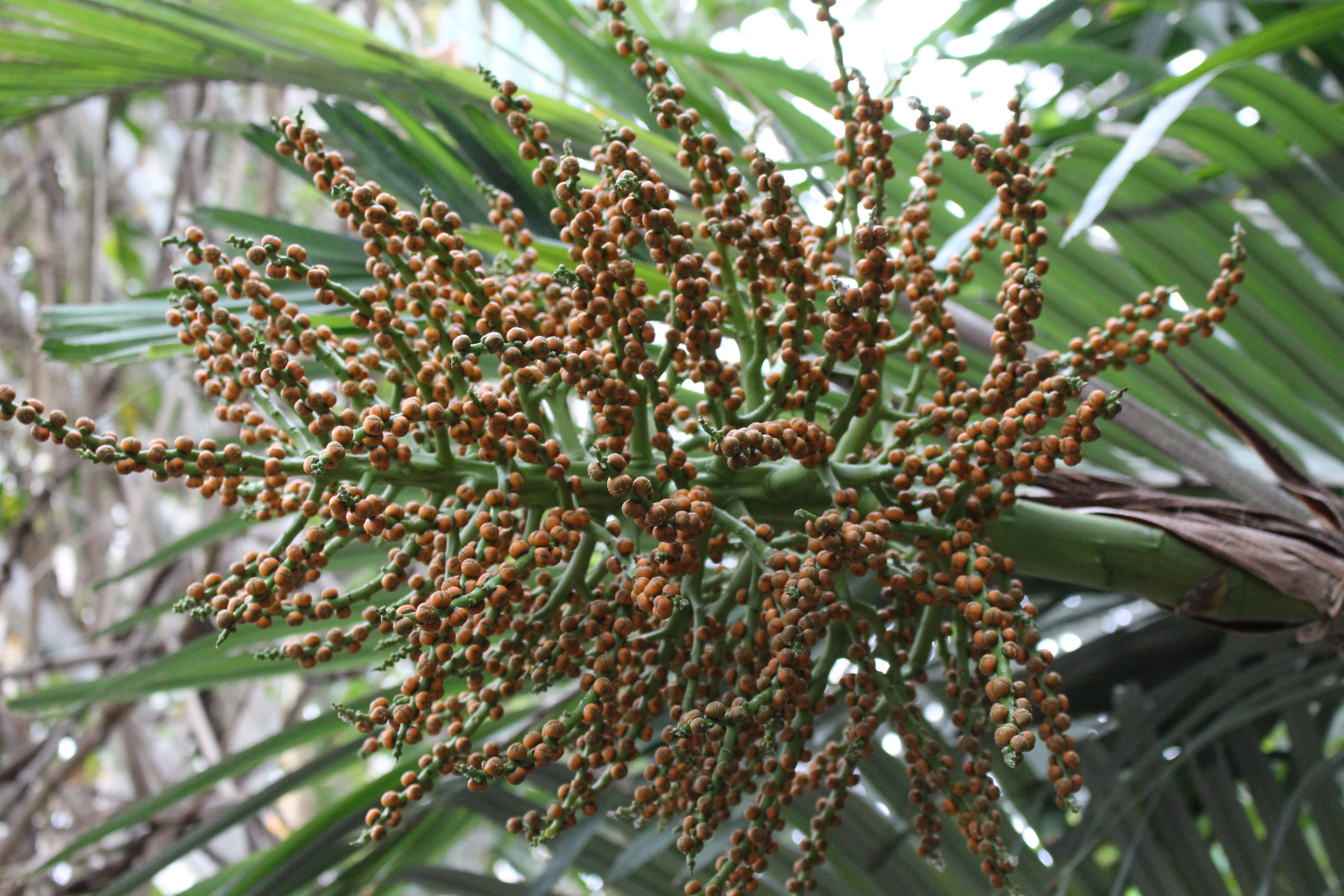
Inflorescence. Les fleurs femelles et mâles poussent sur des différents pédoncules.

Avec des tiges groupées, par de nombreux rejets, il mesure de 2 à 5 m de hauteur, avec  10 à 15 cm de diamètre de stipe. De longues feuilles pennées avec des pétioles  de 1,5 m; et  3 m de rachis;avec de 38 à 41 folioles indupliquées de part et d’autre, linéaires, très brièvement lobés le long des marges, régulièrement disposés et s'étendant dans le même plan à l'exception de quelques pinnules basales; les pennes du milieu de 43 à 49 cm de long et de 2 cm de largeur au centre, vert foncé sur le dessus, gris-argenté  au-dessous et déchiquetées à l’extrémité (un peu à la manière des Caryotas auxquels les Arenga sont liés).
C’est un palmier monoïque et hapaxantique les inflorescences, qui apparaissent de l’extrémité du stipe successivement jusqu’à sa base, sont assez courtes (60 cm) et portent des fruits jaune-orangé ou rouges, globuleux, 1,5 cm de diamètre. La floraison signe la mort du stipe qui la porte. Les fruits sont noirs à maturité, ils contiennent des cristaux d’oxalate, qui peuvent être assez irritants…… à manipuler avec précaution. Les graines sont petites, de couleur noire, pointues d’un côté et arrondies de l’autre.

## Classification
- Sous-famille des Coryphoideae
  - Tribu des Caryoteae

Il partage cette tribu avec seulement un autre genre ; Caryota .

## Taxonomie
Arenga engleri  a été décrit par Odoardo Beccari et publié dans  Malesia  3: 184. 1889 (un recueil d'observations botaniques sur les plantes de l'archipel indo-malais).
Étymologie
  'Arenga'  : est un nom générique dérivé de aren, nom commun dans l’ile de Java pour ce palmier  Arenga pinnata .
  'engleri'  : l'Épithète est décerné en l'honneur du botaniste allemand Adolf Engler par Beccari en 1889.
 Synonymie
- Didymosperma engleri (Becc.) Warb.
- Arenga tremula var. engleri (Becc.) Hatus.

## Galerie

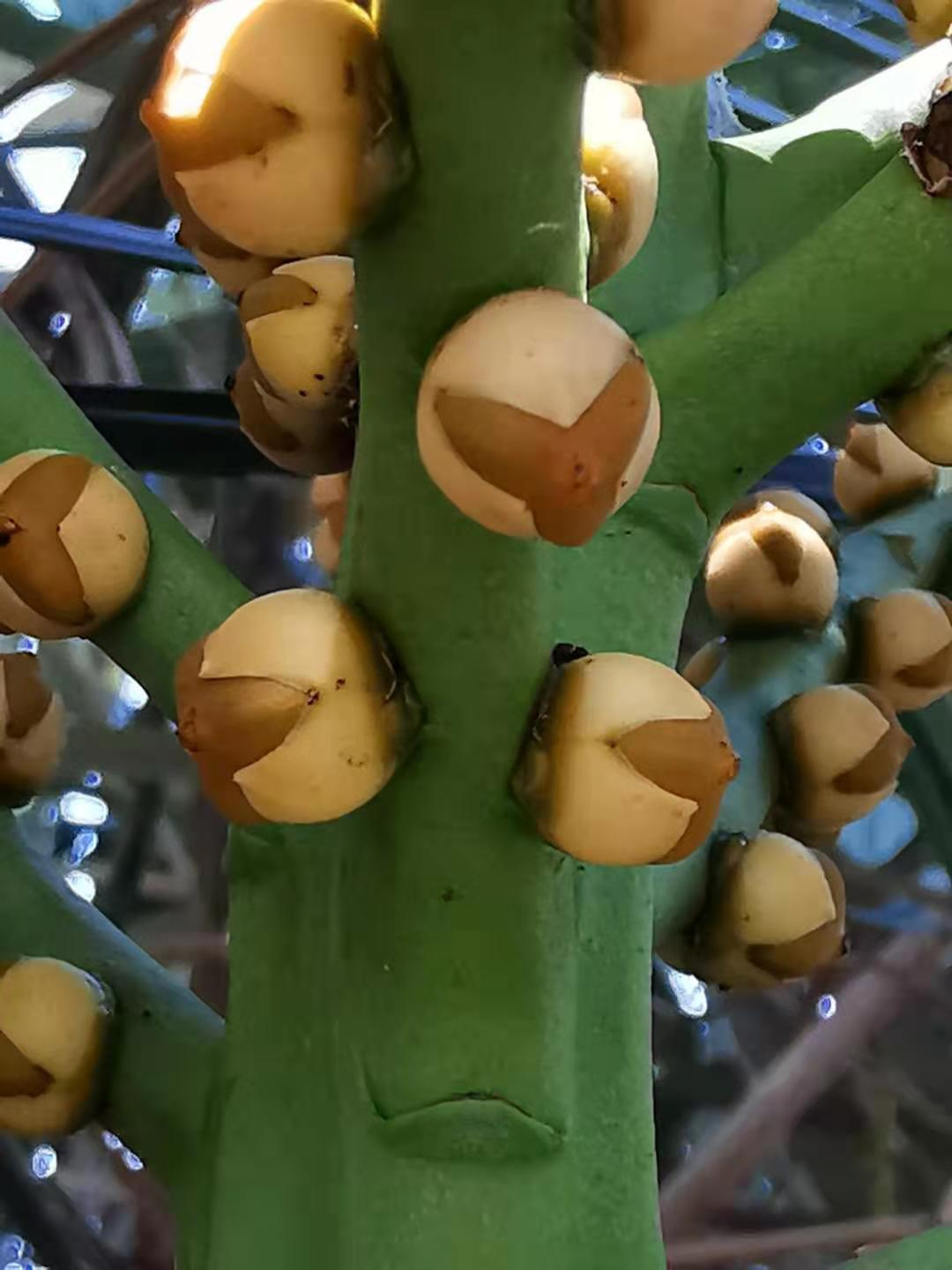
Bourgeon femelle.
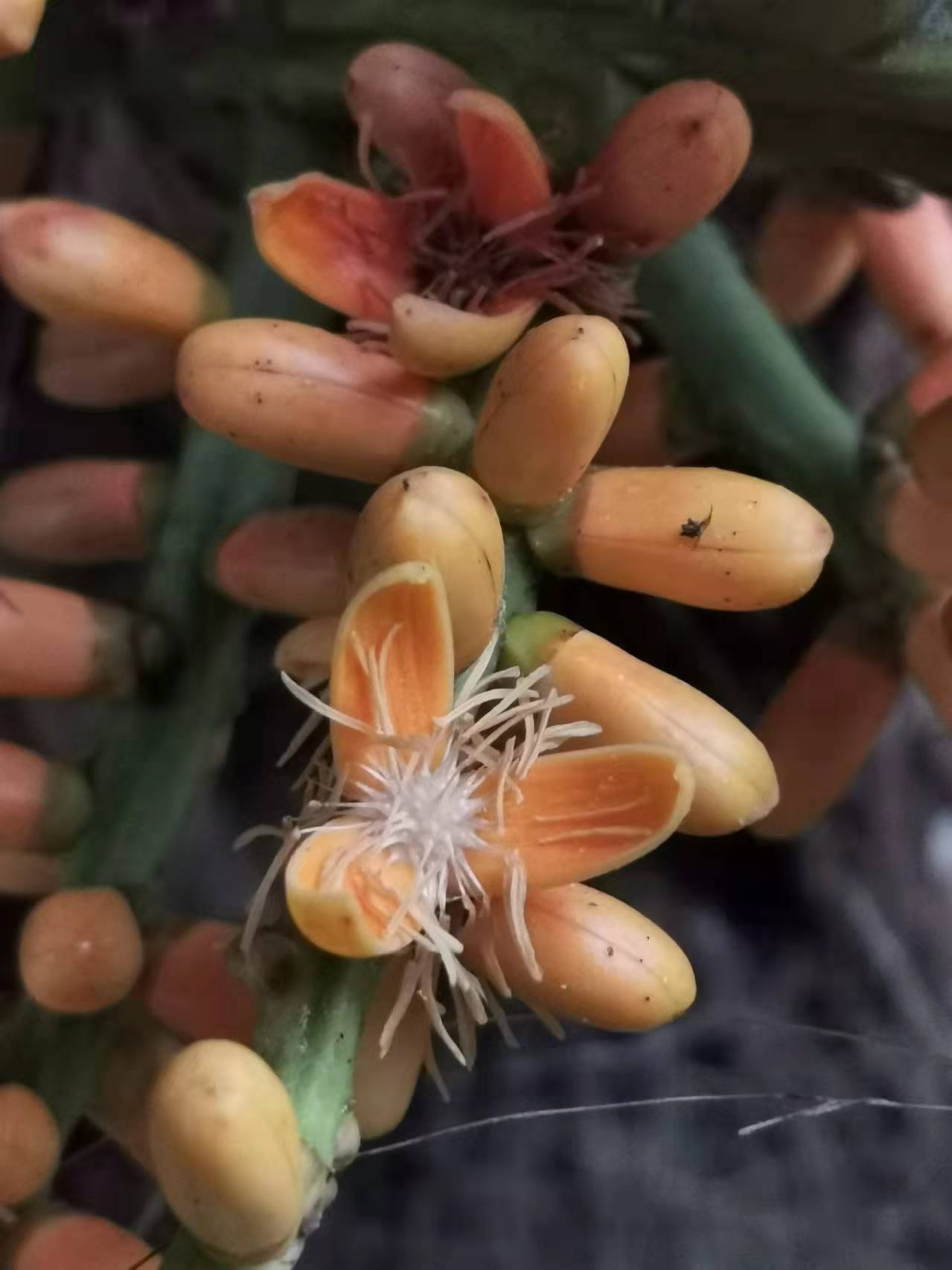
Bourgeon mâle.
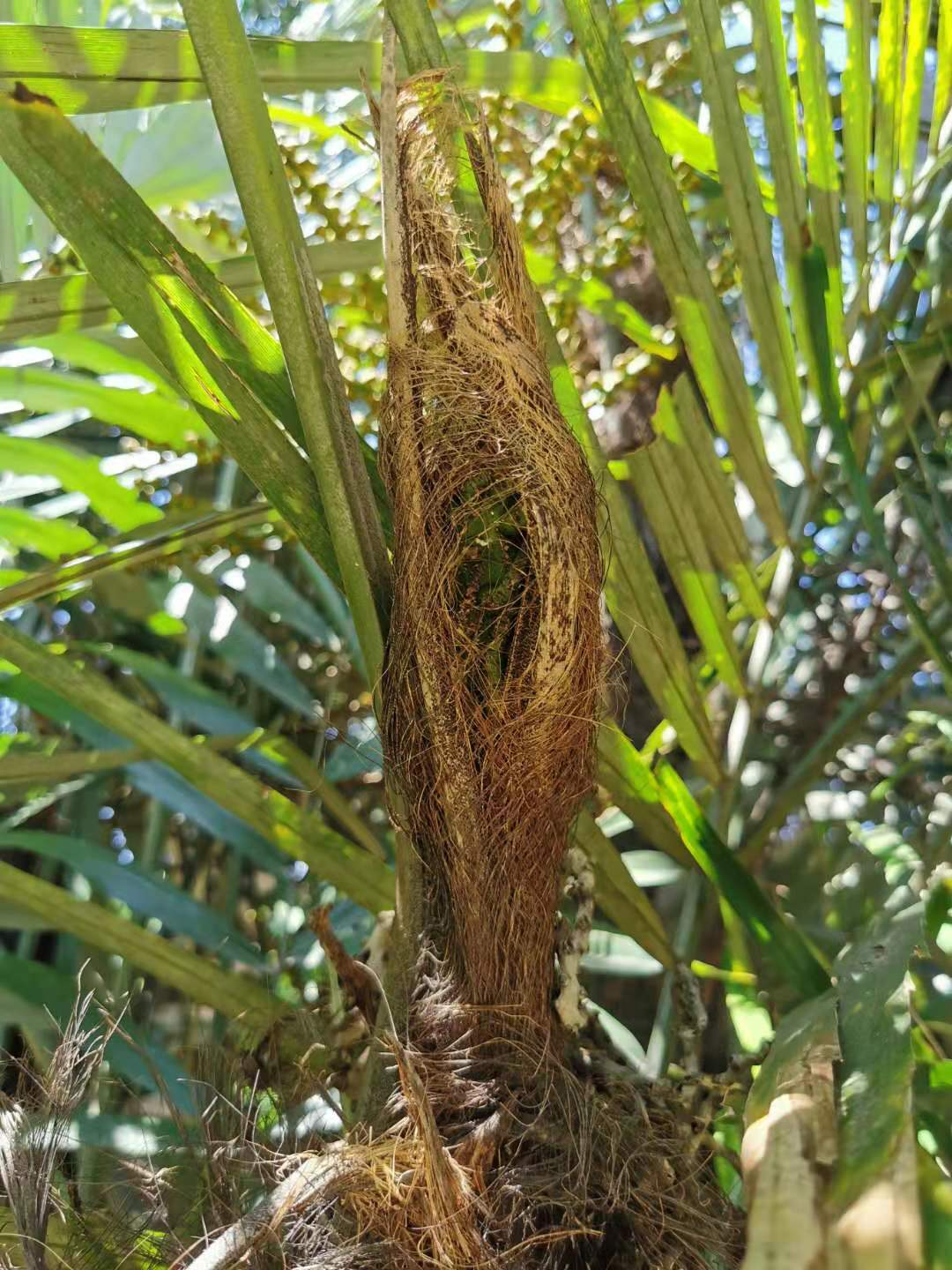
Les bractées sont recouvertes de fibres.
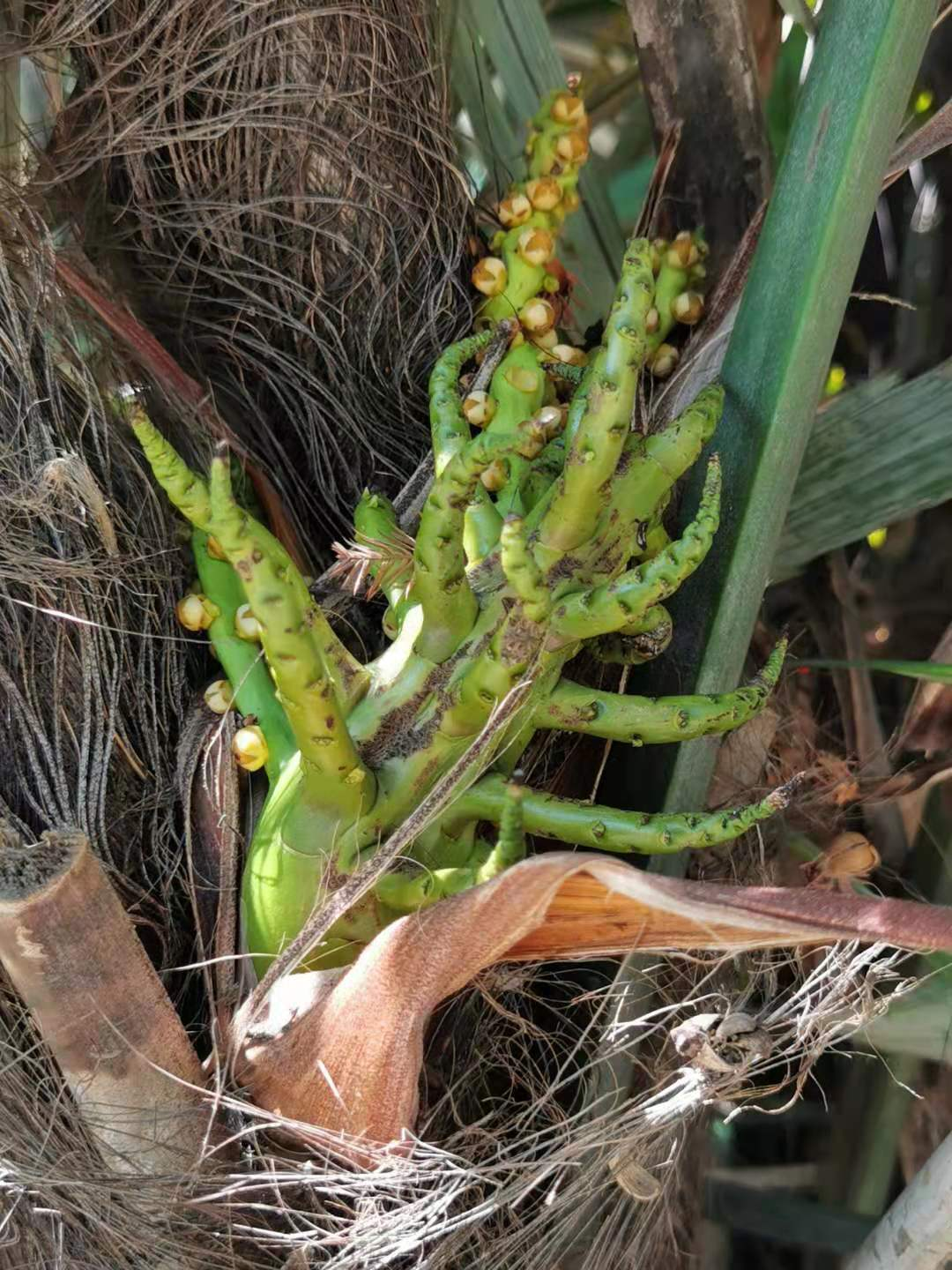
Bractées (Les bourgeons sont comestibles).
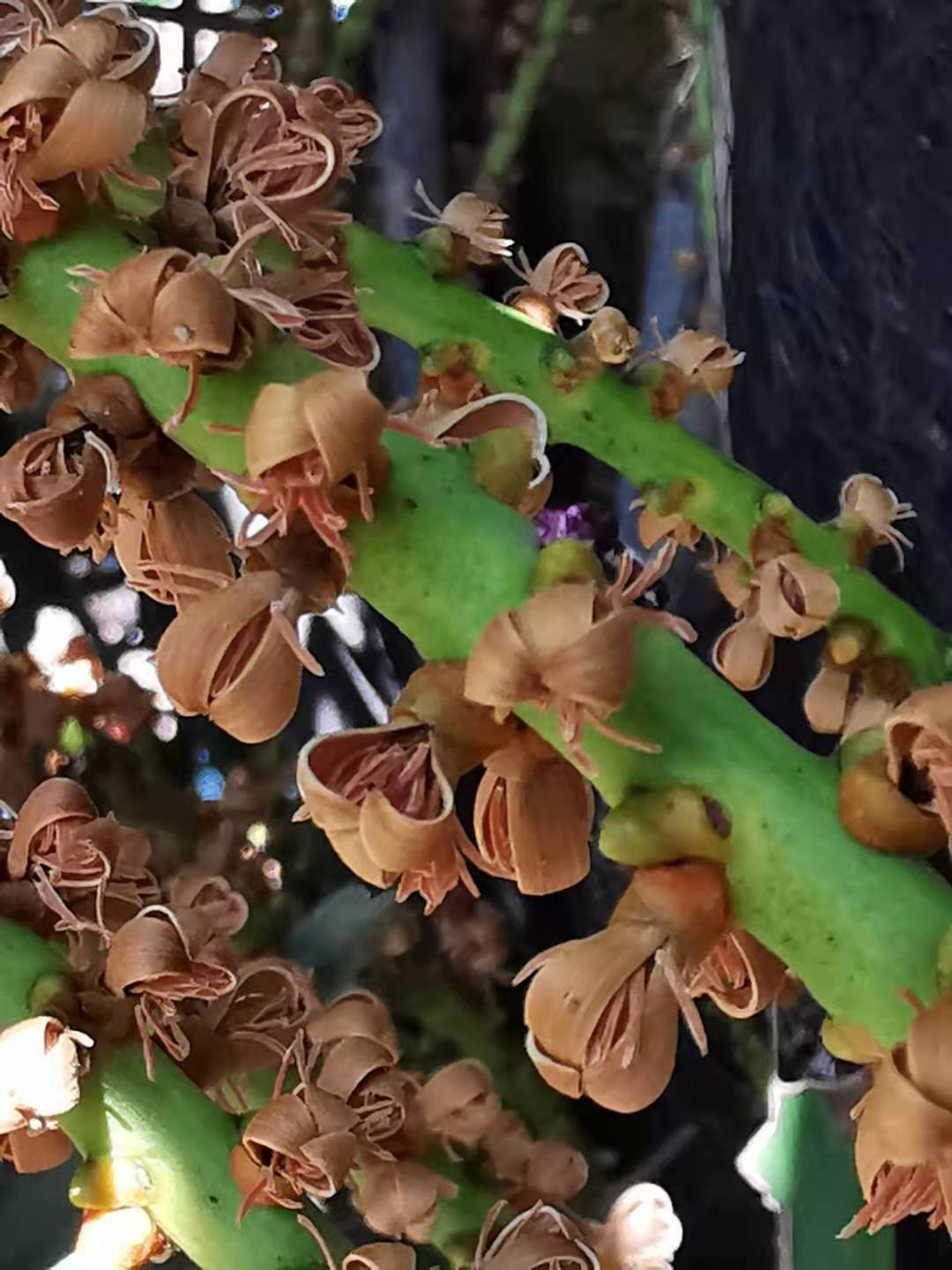
Les fleurs fanées restent sur la tige.
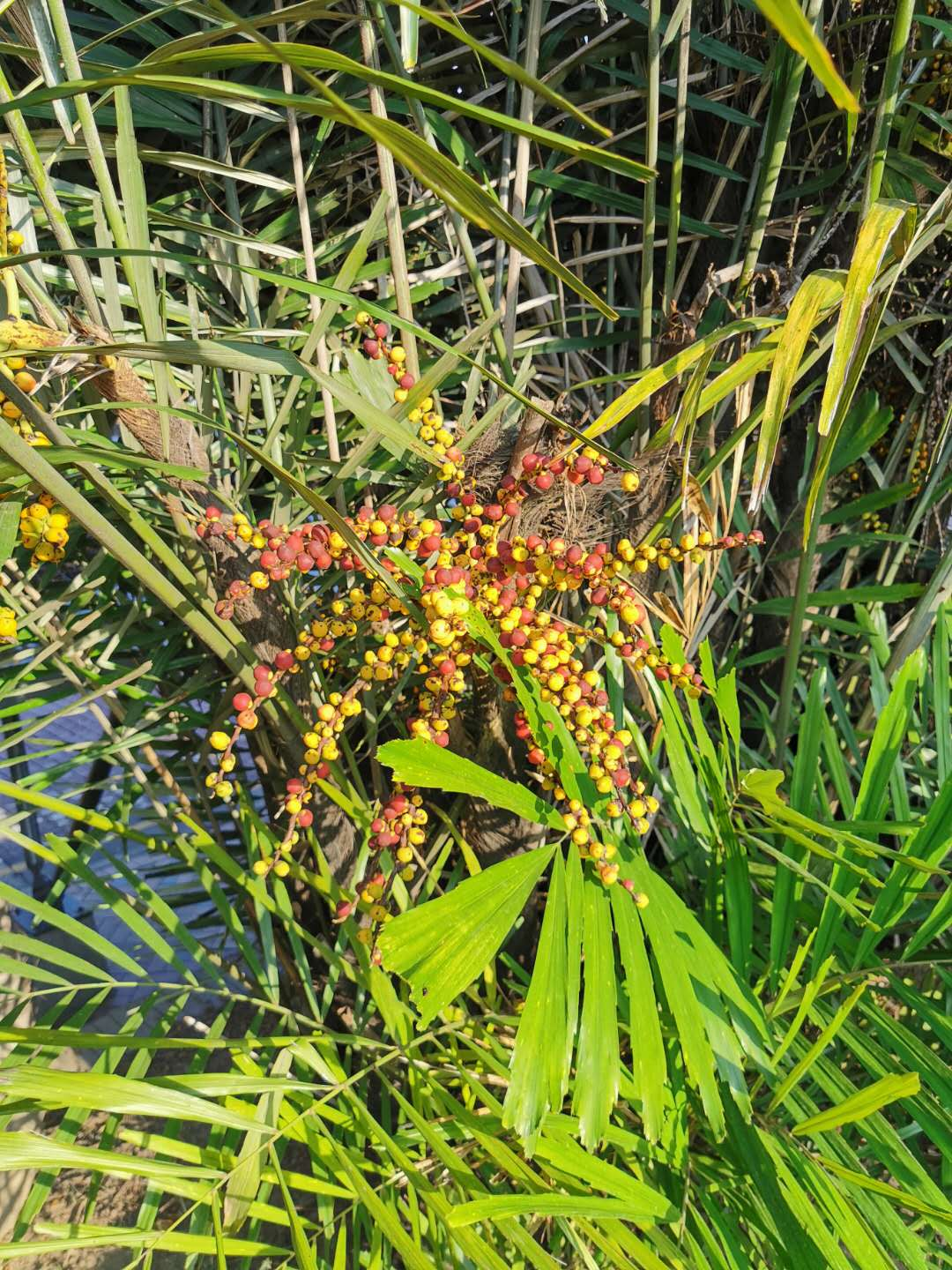
Les fruits mûrs sont de couleur noire et comestibles.
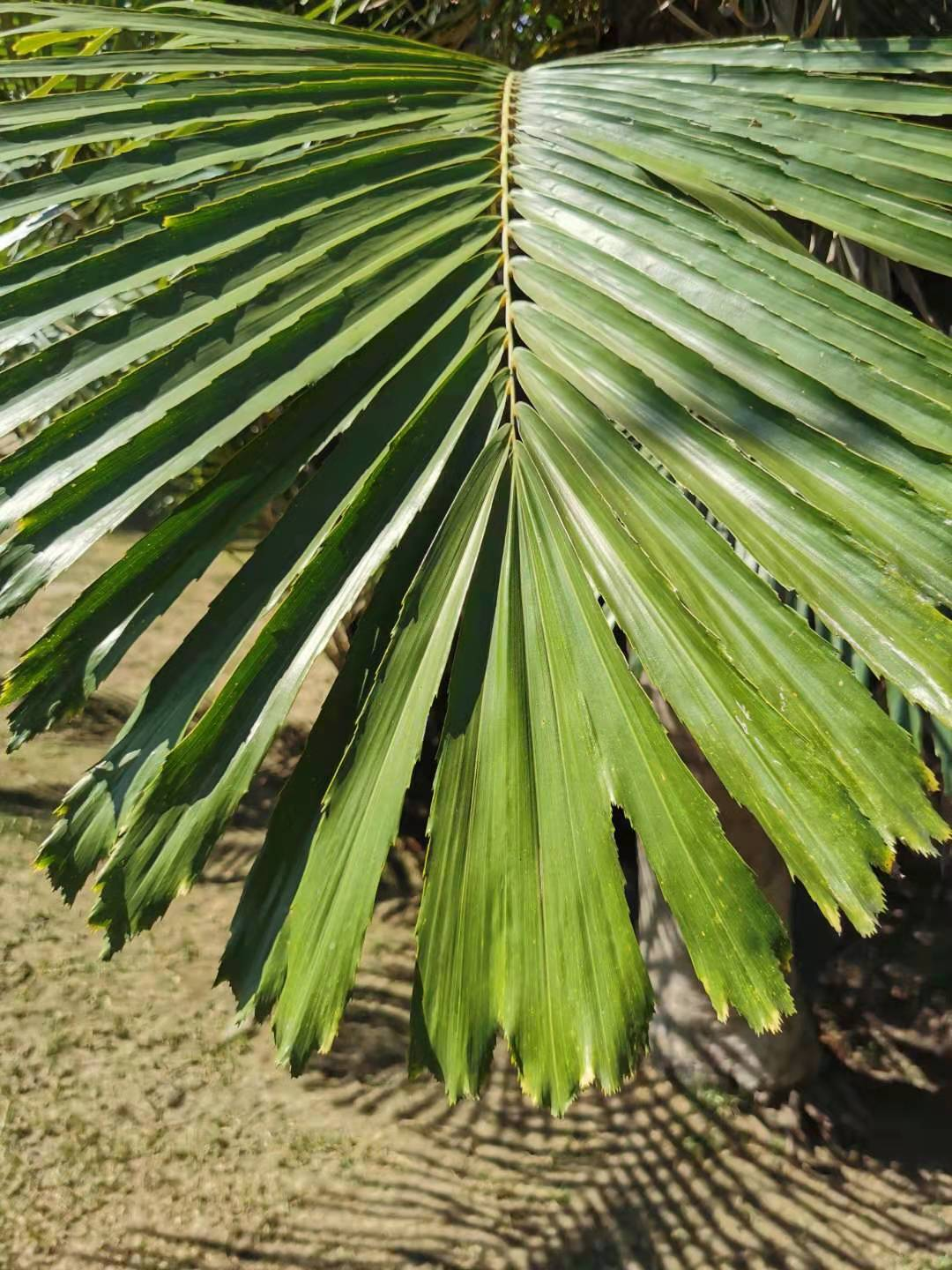
Petites feuilles à marge dentelée.
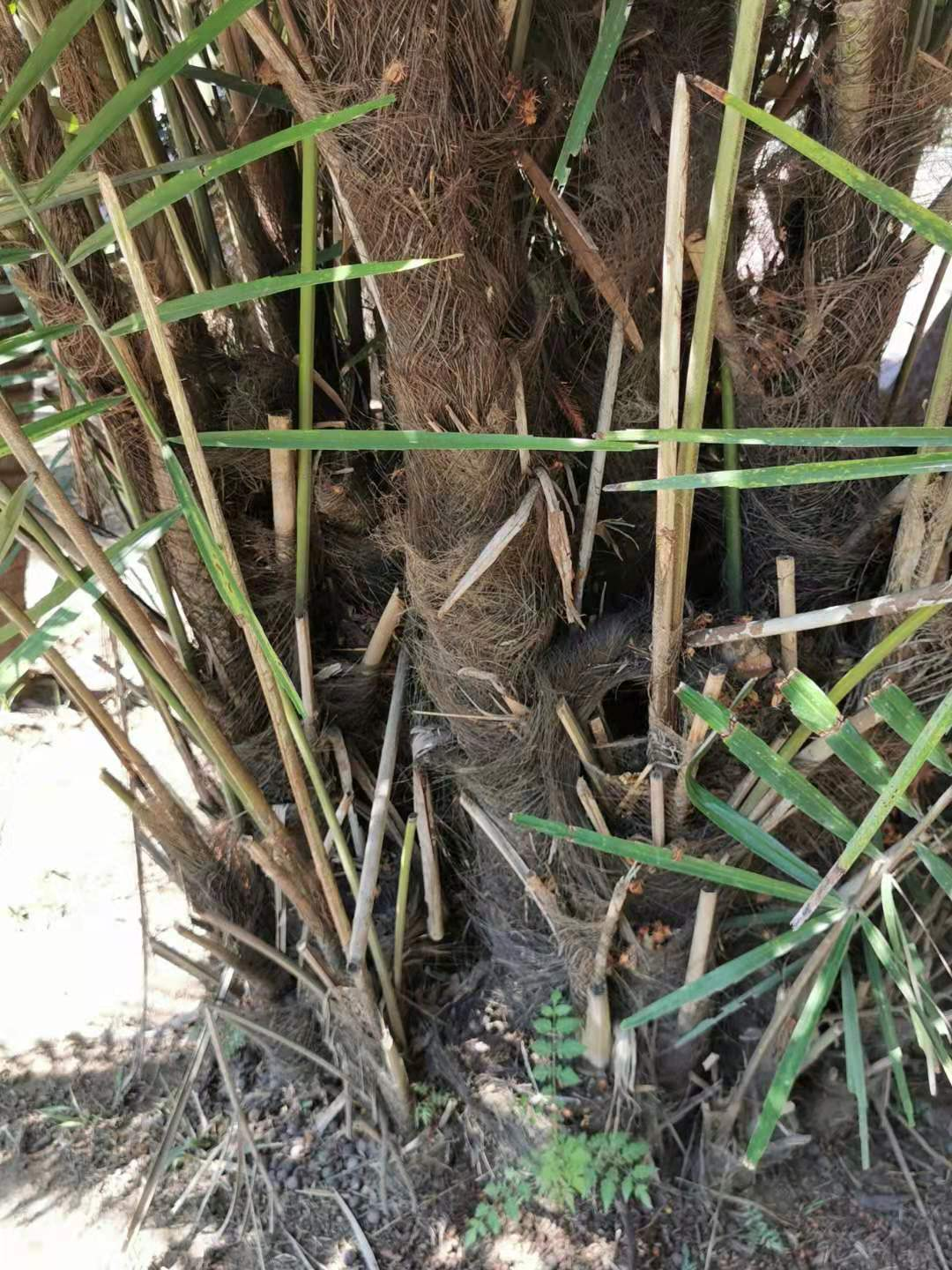
La fibre peut être utilisée pour fabriquer des balais et des brosses.